# Église catholique en Abkhazie
L'Église catholique en Abkhazie  (en russe : « Римско-Католическая Церковь в Абхазии, Rimsko-Katolicheskaya Tserkov' v Abkhazii »), désigne l'organisme institutionnel et sa communauté locale ayant pour religion le catholicisme en Abkhazie .
L'Église catholique en Abkhazie est organisée en une unique juridiction paroissiale, la paroisse Saint-Simon le Zélote, qui n'est pas soumise à une juridiction nationale au sein d'une Église nationale mais qui est soumise à une Église particulière exemptée, l'administration apostolique du Caucase, qui est immédiatement soumise à la juridiction universelle du Pape, évêque de Rome, au sein de l'« Église universelle ».
L'Abkhazie n'a plus de religions d'État ni officielles depuis l'indépendance de la Géorgie (1991), ce qui est confirmé par la constitution abkhazienne de 1994 dans son article 8 : « L'autonomie locale est reconnue en République d'Abkhazie, qui est indépendante au sein de son autorité. Les institutions locales autonomes ne doivent pas faire partie des organes de l’État. ». Cependant, depuis 2016, la religion néo-païenne abkhaze, soutenue et administrée par le gouvernement de l'Abkhazie, a fini par « dominer et prévaloir » qu'elle est en presque devenue la religion d'État du pays.
L'article 14 de la constitution stipule que « toute personne a droit à la liberté de religion » autorisant toutes les religions dont l'Église catholique, avec certaines restrictions pour les Témoins de Jéhovah qui sont officiellement interdits depuis 1995, bien que le décret ne soit actuellement pas appliqué.
L'église paroissiale Saint-Simon le Zélote à Soukhoumi appartient à l’État de l'Abkhazie mais la paroisse catholique en a en l'usage permanent. L'église, construite en 1908, est enregistrée aux monuments du patrimoine historique et culturel de l'Abkhazie et dispose d'un prêtre résident permanent, le père Jerzy Pillas.
En octobre 2005 et le 4 janvier 2006 le nonce apostolique (en), Claudio Gugerotti, a rencontré les dirigeants abkhazes. Le Saint-Siège, qui a donné un statut canonique à la reconnaissance partielle de l'Abkhazie, n’a pas encore de relations diplomatiques avec l’Abkhazie.
Dans une population de 215 000 habitants où 60 % sont orthodoxes, 26 % musulmans, 8 % néo-païens, 2 % sans-religions et 150 Juifs, l'Église catholique est une communauté religieuse minoritaire avec 150 catholiques, principalement des Arméniens, des Polonais et des expatriés vivant en Abkhazie.
Il existe quelques groupes catholiques à Gagra, à Pitsounda et 80 catholiques habitent à Soukhoumi.